# Изборът на публиката (награда)
 Тази статия е за наградата Изборът на публиката в САЩ.  За други значения вижте Награда Изборът на публиката (Австралия).  
Наградите „Изборът на публиката“ (на английски: People's Choice Awards) се връчват за постижения в областта на популярната култура в САЩ. Отличията се присъждат ежегодно в областта на киното, телевизията и музиката, като победителите се определят изцяло чрез гласуване на публиката.

## История
Отличията са създадени през 1975 г. от Боб Стивърс, а от 1982 г. носител на правата за излъчването им е дългогодишният спонсор на предаването компанията „Проктър и Гембъл“. Церемонията по присъждане на наградите се състои ежегодно през януари и се предава пряко по [телевизията.
Първите носители на отличията в областта на киното са „Ужилването“ в категория Любим филм, Барбра Страйсънд в категория Любима актриса в киното и Джон Уейн в категория Любим актьор в киното.
В първите години от съществуването си наградите се присъждат въз основа на статистическо проучване, като запитаните имат възможност да посочат свободно всеки актьор, музикант, музикална група, филм, сериал, телевизионно предаване. От 2005 г. насам гласуването се провежда изцяло в интернет, на страницата на наградите, като публиката избира между предварително посочени номинации, подбрани от независими организации.

## Категории
Категориите на награждаване се изменят през годините, като областите, които обикновено обхващат, са свързани с киното, телевизията и музиката, а понякога и с интернет. Във всяка от тези области се определят редица категории, разпределени по жанрове и изпълнители.